# Кавче (Поморське воєводство)
Кавче (пол. Kawcze, нім. Kaffzig) — село в Польщі, у гміні Мястко Битівського повіту Поморського воєводства.
Населення — 253 особи (2011).
У 1975-1998 роках село належало до Слупського воєводства.

## Демографія
Демографічна структура станом на 31 березня 2011 року:
|          | Загалом | Допрацездатний вік | Працездатний вік | Постпрацездатний вік |
| -------- | ------- | ------------------ | ---------------- | -------------------- |
| Чоловіки | 120     | 31                 | 82               | 7                    |
| Жінки    | 133     | 26                 | 79               | 28                   |
| Разом    | 253     | 57                 | 161              | 35                   |